# 邵亨豫
邵亨豫（1817年—1883年），字汴生，又字子立，別署雪泥鴻爪。江蘇常熟（今常熟市）人。清朝政治人物。

## 生平
道光三十年（1850年）進士。選庶吉士，散館授翰林院编修。咸丰年间任安徽学政。同治六年（1867年）授国子监祭酒，提督福建學政，任內迁内阁学士。歷官禮部右侍郎，調倉場侍郎。同治十年（1872年）腊月，署理陕西巡抚，免除灾区民赋。次年實授。光绪元年（1875年）二月，因病被免。光緒三年（1877年）调湖北巡抚，不久调湖南。因為反對在浏阳、醴陵開辦銅、鉛礦，被弹劾内用，光绪五年（1879年）升任礼部左侍郎，改吏部左侍郎，署户部、工部右侍郎，兼管钱法堂事务。

## 家族
子邵松年，字伯英，號息盦，光绪九年（1883年）进士，官至河南学政。